# استون تیوسمی‌کربزن

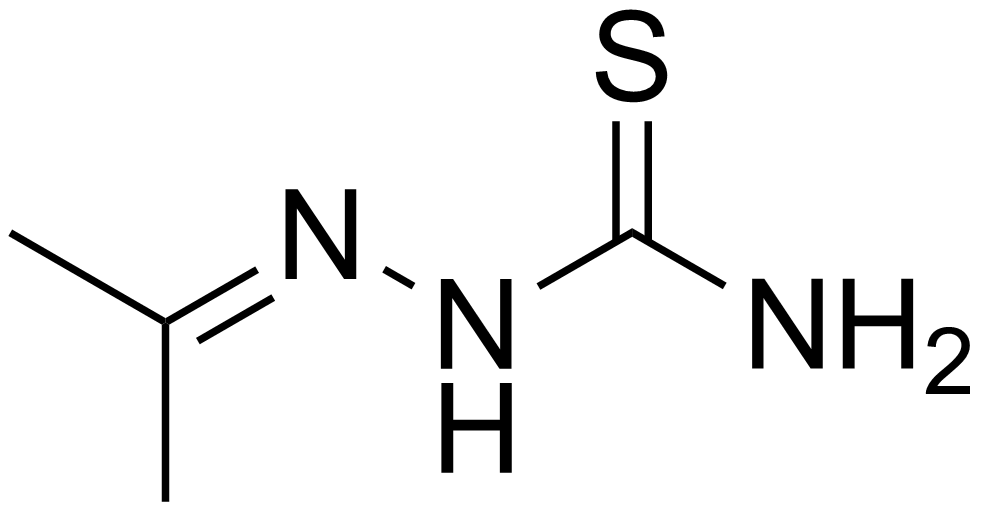
C4H9N3S

استون تیوسمی‌کربزن (به انگلیسی: Acetone thiosemicarbazone) یک ترکیب شیمیایی با شناسه پاب‌کم ۲۷۷۰۱۶۶ است. شکل ظاهری این ترکیب، بلورهای سفید است.
استون تیوسمی کربزن ترکییب شیمیایی است با فرمول مولکولی C4H9N3S.این ترکییب در صنعت پلاستیک برای خاتمه دادن به فرآیند پلیمریزاسیون(بسپارش) در تولید صنعتی پلی وینیل کلراید(پی وی سی)<نوعی پلاستیک بسیار پرکاربرد است.> مورد استفاده قرار میگیرد.